# Château de Bussy-la-Pesle
Le château de Bussy-la-Pesle est une ancienne forteresse du XIIIe siècle remaniée au XVe siècle, XIXe et XXe siècles située dans le village de Bussy-la-Pesle, dans le département français de la Côte-d'Or.

## Localisation
Le château de Bussy-la-Pesle est situé au nord du village en surplomb de la RD 114L et du lit du Drevin qui en alimente les douves.

## Historique
En 1239, Gauthier de Sombernon lègue à sa fille Jacquette plusieurs châteaux dont celui de Bussy. Celle-ci est l'épouse de Guillaume de Montagu seigneur de Mâlain descendant des rois de France et cousin du duc de Bourgogne, . En 1242 Eudes I, neveu du duc de Bourgogne, abandonne ses prétentions sur le duché en échange de Bussy. En janvier 1363, une compagnie d'écorcheurs, menée par Arnaud de Cervole s’empare du château et le 19 janvier, le gouverneur de Bourgogne Henri de Bar prie Guillaume de Cluny, bailli d’Auxois, de le joindre pour y mettre le siège. A cette occasion, un bâtiment se serait effondré.
En 1367, Eudes de Villars, gouverneur de la Savoie et de la Bresse de 1393 à 1398, hérite des lieux qu’il lègue en 1415 à sa nièce Jeanne de la Tour, épouse de Jean de La Baume. Celui-ci connaît une brillante carrière à la cour de Bourgogne et à celle du roi de France. Échanson du duc, chambellan de Charles VI, capitaine de la ville de Paris, il est fait maréchal de France le 22 janvier 1421. En juin, le château est de nouveau pris par des mercenaires à la solde d’un nommé Jacques qui usurpe le nom de la Baume pour passer pour parent. Jean s’adresse alors au roi pour faire reprendre son bien par les baillis de Sens, d’Auxerre et de Troyes.
En 1460, le château, étant réputé piteux état, Guy de La Baume fait construire un nouveau logis et probablement la tour. Petit-fils de Jean, il apparaît comme seigneur de Montribloud en Bresse, d’Irlains et Attalens en Suisse, la Roche-Vanneau, Marigny-le-Cahouët, Sainte Colombe et Bussy en Bourgogne. Il est fait chevalier de l'ordre de la Toison d'or par Charles-Quint en 1516. A son décès en 1526, il laisse Bussy à son fils Marc. Celui-ci épouse sa cousine Bonne de la Baume puis au décès de celle-ci à Anne de Chateauvillain qui lui apporte en dot la puissante seigneurie de Châteauvillain. Le château reste dans la famille qui sert fidèlement Henri III et Henri IV durant les guerres de la Ligue. En reconnaissance, Henri IV érige la seigneurie de Bussy en baronnie en mai 1595. Bénigne, qui hérite du titre en 1617, sert Louis XIII et se distingue au siège de la Rochelle en 1627. Il meurt au siège d'Alès le 21 juin 1629 sans postérité. 
En 1659, son cousin, le comte de Neuchèze, cède le château et la baronnie à Nicolas de la Toison, conseiller au Parlement de Bourgogne qui défend Nicolas Fouquet lors de son procès. Nicolas devient ainsi baron de Bussy. Le château passe ensuite à son fils Philippe puis à  la fille de ce dernier, Marie qui fait construire l’église actuelle du village. Le 29 Floréal de l’an II, Marie fait marteler ses armoiries à la demande de la municipalité puis laisse le château à son cousin  Antoine Tanneguy le Compasseur de Courtivron, maire de Dijon puis de Bussy.
Le château reste dans la famille jusqu’en 1920 où les frères Denizot, exploitants forestiers, l’achètent « à la bougie ». Les propriétaires actuels l’acquièrent en 2009 et entreprennent sa rénovation.

## Architecture et description
L'ensemble se compose en fond de vallée d'un parc arboré et d'un logis en U bâti sur un tertre qui barre le cours nord-sud du Drevin en partie dévié par un bief pour un moulin situé à droite du corps de logis. Le reste des eaux, jadis utilisé à alimenter les fossés, passe sous le château d’où elles ressortent pour rejoindre le cours de la rivière en aval. Les communs sont situés à droite du logis et un mur en moellon entoure la propriété. Le logis présente un aspect homogène par son enduit, sa couverture en ardoise et son plan régulier avec élévation à un ou deux étages sur rez-de-chaussée et cave. Il s'agit en fait de plusieurs bâtiments réunis par une même crête en zinc, aux toits à croupe ornés d'épis de faîtage. Sur la partie centrale du U, la tour d'escalier dessert les deux étages d'appartements du XIXe siècle reliés aux appartements de l'aile droite, de la même époque. 
En façade de la branche gauche du U, côté cour intérieure, se trouve encore le puits inséré dans le mur, qui marque la présence de l'ancienne cuisine médiévale. Celle-ci, datée de 1482 et proche de celle des Hospices de Beaune, possède une cheminée monumentale, un évier en pierre relié au puits extérieur et un fort pilier en bois encastré dans une épaisse table de bois. A l'étage, juste au-dessus, la réfection du XIXe siècle a laissé en place un coussiège. Toute l’aile est couverte d'une charpente en nef à double sablière haute daté de 1429[réf. souhaitée].

## Valorisation du patrimoine
Une étude menée par Brigitte Colas sur le château a reçu le prix de la Recherche et des Hautes études en Auxois, remis par la Société des sciences de Semur-en-Auxois. L’association des Amis du Château de Bussy-la-Pesle a financé en 2016 une importante recherche, afin de reconstituer l’histoire du Château.
Six gîtes ont été aménagés.